# Rhodesiella postinigra
Rhodesiella postinigra är en tvåvingeart som beskrevs av Yang 1993. Rhodesiella postinigra ingår i släktet Rhodesiella och familjen fritflugor.
Artens utbredningsområde är Yunnan (Kina). Inga underarter finns listade i Catalogue of Life.